# Двайт Тіндаллі
Двайт Тіндаллі (нід. Dwight Tiendalli, нар. 21 жовтня 1985, Парамарибо) — нідерландський футболіст суринамського походження, що грав на позиції захисника.
Виступав, зокрема, за «Твенте», з яким став чемпіоном Нідерландів, володарем Кубка Нідерландів та дворазовим володарем Суперкубка Нідерландів, і «Свонсі Сіті», у складі якої став володарем Кубка англійської ліги. Крім того грав за молодіжну збірну Нідерландів, з якою став чемпіоном Європи, а також національну збірну Нідерландів.

## Клубна кар'єра
Народився 21 жовтня 1985 року в місті Парамарибо, Суринам, але переїхав до Нідерландів у молодому віці. Там почав займатись футболом в академії «Аякса» і провів там одинадцять років, перш ніж приєднатися до «Утрехта» в 2004 році.
19 грудня 2004 року Тіндаллі дебютував на дорослому рівні, вийшовши на заміну на 75-й хвилині під час перемоги над «Ден Босхом» (1:0), а забив свій перший гол за «Утрехт» у переможному матчі проти «Росендала» (1:0) 12 лютого 2005 року. З сезону 2005/06 років став основним гравцем клубу. Загалом за рідну команду взяв участь у 41 матчі чемпіонату і забив 3 голи.

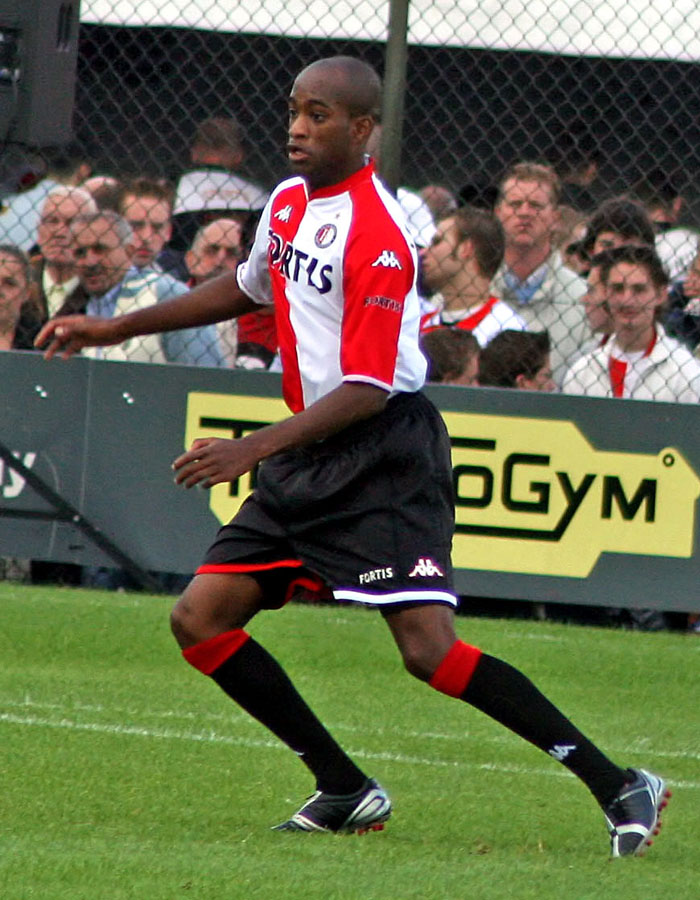
Двайт Тіндаллі під час виступів за «Феєнорд». 2007 рік.

Своєю грою за цю команду привернув увагу представників тренерського штабу клубу «Феєнорд», до складу якого приєднався у серпні 2006 року за 2 мільйони євро. Він дебютував за новий клуб через п'ять днів, 27 серпня 2006 року, вийшовши в стартовому складі в матчі проти «Гераклеса» (0:0). Втім закріпитись у команді з Роттердама Двайт не зумів через кілька серйозних травм, тому у січні 2008 року Тіндаллі був відданий в оренду роттердамській «Спарті». Після повернення до «Феєнорда» його використовували частіше, але він не відзначився проривом, на який сподівався, зігравши за сезон 2008/09 у 22 матчах чемпіонату, після чого на початку сезону 2009/10 отримав травму плеча, коли грав за резервну команду, і 31 серпня 2009 року клуб оголосив про розірвання контракту з гравцем.
14 вересня 2009 року підписав однорічний контракт із «Твенте» і швидко став основним фланговим захисником команди. Лінія захисту пропустила лише 23 голи в 34 іграх чемпіонату 2010/11 і стала одним із головних гарантів першого національного чемпіонства в історії клубу. А за кілька місяців Тіндаллі допоміг клубу виграти і їх перший Суперкубок Нідерландів в історії, обігравши зіфрковий «Аякс» (1:0).
Сезон 2010/11 був також дуже успішним для Тіндаллі та його команди. Він взяв участь з командою в Лізі чемпіонів УЄФА 2010/11, де зіграв у трьох матчах, а його команда стала третьою у групі. Крім того «Твенте» стало володарем Кубка Нідерландів, а також вдруге поспіль виграло національний Суперкубок. 1 квітня 2012 року було оголошено, що Тіндаллі покине клуб після закінчення сезону у статусі вільного агента.
10 вересня 2012 року клуб англійської Прем'єр-ліги «Свонсі Сіті» підписав угоду з Тіндаллі до кінця сезону 2012/13 років, де нідерландець мав замінити основного лівого захисника Ніла Тейлора, який був вибув до кінця сезону через зламану щиколотку. Дебютував за «лебедів» у матчі Кубка англійської ліги проти «Кроулі Тауна» (3:2), віддавши результативну передачу на Денні Грема. Тим не менш основним лівим захисником Двайт стати не зумів, оскільки тренер вирішив довіряти молодому таланту Бену Дейвісу, тому у Прем'єр-лізі дебютував ли 1 грудня 2012 року у грі проти «Арсеналу» (2:0), вийшовши на заміну замість Джонатана де Гузмана на 74-й хвилині. Також Тіндаллі з'явився у фіналі Кубка ліги, коли він вийшов замість Девіса на 84-й хвилині і допоміг команді перемогти «Бредфорд Сіті» з рахунком 5:0, завдяки чому «Свонсі» став першою неанглійською командою, яка виграла Кубок Футбольної ліги.
Надалі Тіндаллі все рідше грав за команду і 26 березня 2015 року був відданий в оренду клубу «Мідлсбро» з Чемпіоншипу, де до кінця сезону зіграв лише 2 гри у чемпіонаті, після чого 1 вересня 2015 року «Свонсі» оголосило, що контракт гравця розірвано за взаємною згодою сторін.
У липні 2017 року, після двох років без клубу, він підписав однорічну угоду з англійським «Оксфорд Юнайтед» з Першої ліги, третього дивізіону країни. Він регулярно грав під керівництвом тренера Пепа Клотета з кінця жовтня, і до січня 2018 року зіграв 18 ігрор в усіх турнірах. Після звільнення Клотета, Тіндаллі зіграв лише першу гру під керівництвом тимчасового тренера Дерека Фазакерлі, після чого більше не грав за клуб ні під керівництвом Фазакерлі, ні під керівництвом нового головного тренера Карла Робінсона. Після закінчення сезону 2017/18 клуб не запропонував йому новий контракт і Тєндаллі завершив професійну кар'єру гравця.

## Виступи за збірні
2002 року у складі юнацької збірної Нідерландів (U-17) був учасником Юнацького чемпіонату Європи у Данії, де зіграв у одному матчі, а нідерландці не вийшли з групи. Згодом грав за команду до 19 років, взявши участь у 6 іграх. У червні 2005 року зі збірною до 20 років поїхав на домашній молодіжний чемпіонат світу, де взяв участь у всіх п'яти іграх своєї команди, а його команда програла Нігерії з рахунком 9:10 по пенальті в чвертьфіналі.
Наступного року у складі молодіжної збірної Нідерландів став переможцем молодіжного чемпіонату Європи 2006 року у Португалії і був включений до символічної збірної турніру. Всього на молодіжному рівні зіграв у 21 офіційному матчі.
У травні 2013 року Тіндаллі вперше був викликаний до національної збірної Нідерландів тренером Луї ван Галем на турне по Азії. Там 7 червня 2013 року він дебютував в товариській грі проти збірної Індонезії (3:0), замінивши Даріла Янмаата у другому таймі. Через чотири дні в грі проти Китаю (2:0) Тіндаллі зіграв свою другу і останню гру за «помаранчевих».

## Статистика

### Клубна
| Клуб                 | Сезон   | Чемпіонат            | Чемпіонат | Чемпіонат | Кубок | Кубок | Кубок ліги | Кубок ліги | Єврокубки | Єврокубки | Інше | Інше  | Всього | Всього |
| Клуб                 | Сезон   | Дивізіон             | Ігор      | Голів     | Ігор  | Голів | Ігор       | Голів      | Ігор      | Голів     | Ігор | Голів | Ігор   | Голів  |
| -------------------- | ------- | -------------------- | --------- | --------- | ----- | ----- | ---------- | ---------- | --------- | --------- | ---- | ----- | ------ | ------ |
| Утрехт               | 2004–05 | Ередивізі            | 11        | 1         | 1     | 0     | –          | –          | 0         | 0         | 0    | 0     | 12     | 1      |
| Утрехт               | 2005–06 | Ередивізі            | 29        | 2         | 3     | 2     | –          | –          | –         | –         | 2    | 0     | 34     | 4      |
| Утрехт               | 2006–07 | Ередивізі            | 1         | 0         | 0     | 0     | –          | –          | –         | –         | 0    | 0     | 1      | 0      |
| Утрехт               | Всього  | Всього               | 41        | 3         | 4     | 2     | –          | –          | 0         | 0         | 2    | 0     | 47     | 5      |
| Феєнорд              | 2006–07 | Ередивізі            | 13        | 0         | 2     | 0     | –          | –          | 3         | 0         | 1    | 0     | 19     | 0      |
| Феєнорд              | 2007–08 | Ередивізі            | 0         | 0         | 0     | 0     | –          | –          | –         | –         | –    | –     | 0      | 0      |
| Феєнорд              | 2008–09 | Ередивізі            | 22        | 0         | 2     | 0     | –          | –          | 3         | 0         | 1    | 0     | 28     | 0      |
| Феєнорд              | Всього  | Всього               | 35        | 0         | 4     | 0     | –          | –          | 6         | 0         | 2    | 0     | 47     | 0      |
| «Спарта» (Роттердам) | 2007–08 | Ередивізі            | 13        | 0         | 0     | 0     | –          | –          | –         | –         | –    | –     | 13     | 0      |
| «Твенте»             | 2009–10 | Ередивізі            | 26        | 1         | 5     | 0     | –          | –          | 2         | 0         | –    | –     | 33     | 1      |
| «Твенте»             | 2010–11 | Ередивізі            | 18        | 0         | 4     | 0     | –          | –          | 5         | 0         | 1    | 0     | 28     | 0      |
| «Твенте»             | 2011–12 | Ередивізі            | 27        | 0         | 2     | 0     | –          | –          | 9         | 0         | 3    | 0     | 41     | 0      |
| «Твенте»             | Всього  | Всього               | 71        | 1         | 11    | 0     | –          | –          | 16        | 0         | 4    | 0     | 102    | 1      |
| «Суонсі Сіті»        | 2012–13 | Прем'єр-ліга         | 14        | 1         | 2     | 0     | 5          | 0          | –         | –         | –    | –     | 21     | 1      |
| «Суонсі Сіті»        | 2013–14 | Прем'єр-ліга         | 10        | 0         | 2     | 0     | 1          | 0          | 6         | 0         | 0    | 0     | 19     | 0      |
| «Суонсі Сіті»        | 2014–15 | Прем'єр-ліга         | 3         | 0         | 2     | 0     | 1          | 0          | 0         | 0         | 0    | 0     | 6      | 0      |
| «Суонсі Сіті»        | Всього  | Всього               | 27        | 1         | 6     | 0     | 7          | 0          | 6         | 0         | 0    | 0     | 46     | 1      |
| «Мідлсбро»           | 2014–15 | Чемпіоншип           | 2         | 0         | 0     | 0     | 0          | 0          | –         | –         | 0    | 0     | 2      | 0      |
| «Оксфорд Юнайтед»    | 2017–18 | Перша Футбольна ліга | 13        | 0         | 0     | 0     | 1          | 0          | –         | –         | 4    | 0     | 18     | 0      |
| Загалом              | Загалом | Загалом              | 202       | 5         | 25    | 2     | 8          | 0          | 28        | 0         | 12   | 0     | 275    | 7      |

1. 1 2 3  Ліга Європи УЄФА
2. ↑  Ліга чемпіонів УЄФА (3 матчі) і Ліга Європи УЄФА (2 матчі)
3. ↑  Суперкубок Нідерландів
4. ↑  Ліга чемпіонів УЄФА (3 матчі) і Ліга Європи УЄФА (6 матчів)
5. ↑  Трофей Футбольної ліги

### Статистика виступів за збірну
| Дата      | Місто    | Господарі | Результат | Гості      | Турнір           | Голи | Примітки |
| --------- | -------- | --------- | --------- | ---------- | ---------------- | ---- | -------- |
| 7-6-2013  | Джакарта | Індонезія | 0 – 3     | Нідерланди | товариський матч | -    | 66'      |
| 11-6-2013 | Пекін    | КНР       | 0 – 2     | Нідерланди | товариський матч | -    | 46'      |
| Усього    |          | Матчів    | 2         |            | Голів            | 0    |          |

## Титули і досягнення
- Чемпіон Нідерландів (1):

«Твенте»: 2009/10
- Володар Кубка Нідерландів (1):

«Твенте»: 2010/11
- Володар Суперкубка Нідерландів (2):

«Твенте»: 2010, 2011
- Володар Кубка англійської ліги (1):

«Свонсі Сіті»: 2012/13